# 如果沒有你 (任賢齊專輯)
如果沒有你是歌手任賢齊的流行音樂專輯，於2007年5月4日正式發行。

## 曲目
1. 誅仙 我回來 (誅仙Online主題歌)
2. 她要我 她不愛我
3. 功夫恰恰
4. 誅仙戀 (誅仙Online主題歌)
5. 還有我
6. 如果沒有你
7. Bale Bale
8. 沒良心的
9. 愛你的最後一天
10. 為自己驕傲 (達芙妮企業歌)